# Нечаево (Дмитровский городской округ)
Нечаево — деревня в Дмитровском районе Московской области, в составе Сельского поселения Большерогачёвское. Население — 7 чел. (2010). До 2006 года Нечаево входило в состав Покровского сельского округа.

## Расположение
Деревня расположена в западной части района, примерно в 28 км северо-западнее Дмитрова, у впадения в реку Чернеевка безымянного правого притока, высота центра над уровнем моря 146 м. Ближайшие населённые пункты — Покровское на юге, Богданово на востоке и Жирково на северо-востоке.

## Население
| 2002 | 2006 | 2010 |
| ---- | ---- | ---- |
| 4    | ↘0   | ↗7   |